# Manuel Garcia-Rulfo

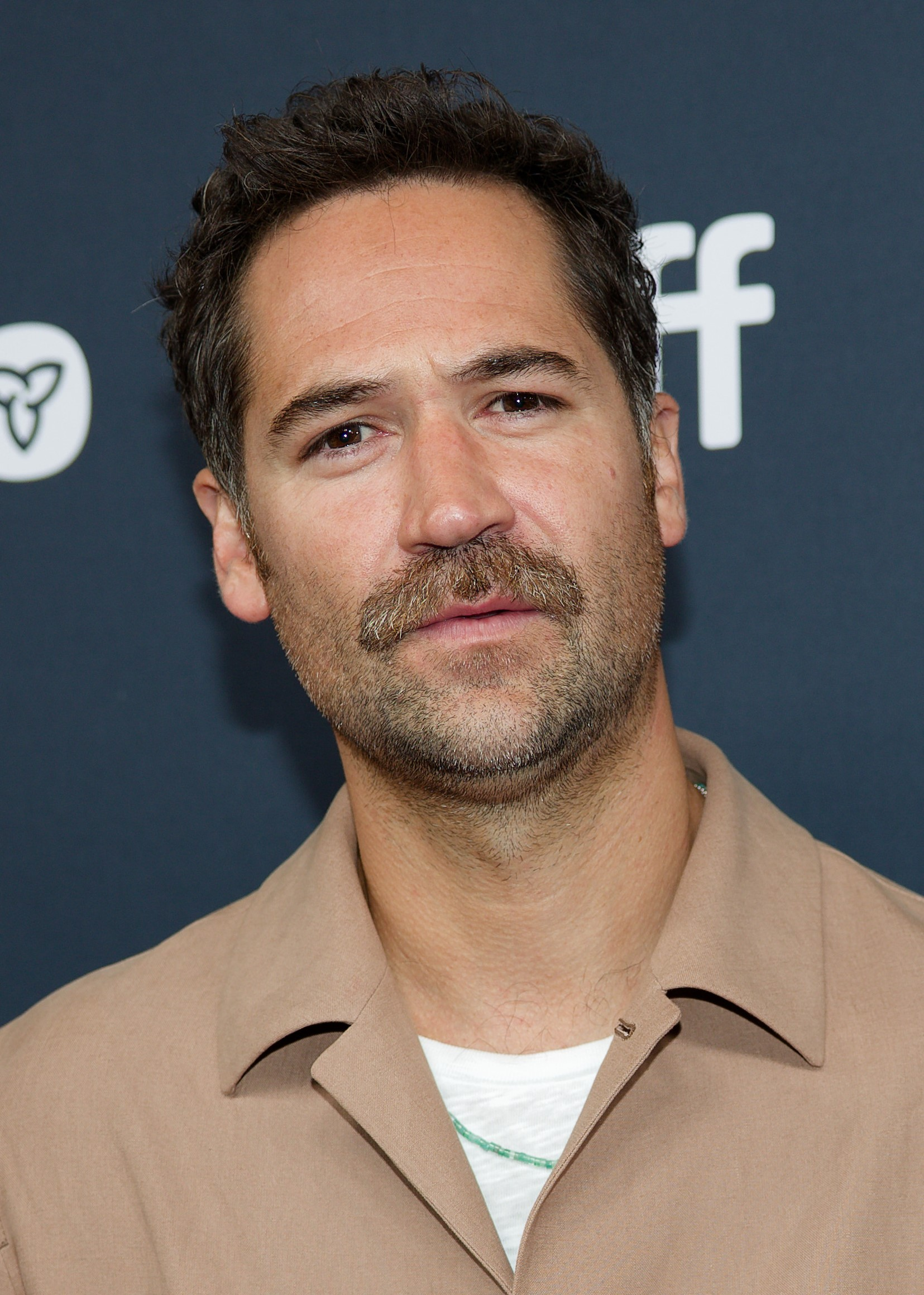
Manuel Garcia-Rulfo (2024)

Manuel Garcia-Rulfo (* 25. Februar 1981 in Guadalajara, Jalisco; auch Manuel García Rulfo) ist ein mexikanischer Schauspieler. Bekanntheit erlangte er vor allem durch seine Rolle als Mickey Haller in der Netflix-Produktion The Lincoln Lawyer.

## Frühe Jahre
Manuel Garcia-Rulfo wurde in der mexikanischen Millionenstadt Guadalajara, in der Provinz Jalisco, geboren, wo er auf einer Ranch aufwuchs. Dort lernte er Reiten. Im Teenageralter zog er in den US-amerikanischen Bundesstaat Vermont, wo er die englische Sprache erlernte. In seiner mexikanischen Heimat besuchte er die Privatuniversität Universidad del Valle de Atemajac in Zapopan, die er mit einem Abschluss in Kommunikationswissenschaften wieder verließ. Dort fasste er den Entschluss den Weg ins Filmgeschäft zu gehen. Dazu besuchte er kurzzeitig die New York Film Academy, bevor er in seiner Heimat erste Schauspielrollen übernahm.

## Karriere
Im Jahr 2006 übernahm Garcia-Rulfo nach einem Auftritt im Kurzfilm Valle de lágrimas seine erste Schauspielrolle. 2007 übernahm er als Mario in Maquillaje seine erste Rolle in einem Spielfilm. 2009 spielte er die Rolle des Cristian im französischen Filmdrama Le dernier pour la route. Der Film war ein Erfolg bei den Kritikern und wurde bei einer Auszeichnung für vier weitere César nominiert. Nach weiteren Auftritten in mexikanischen Film- und Fernsehproduktionen war er 2013 durch seine Rolle als Uncle Pedro in Bless Me, Ultima erstmals in einem US-amerikanischen Film zu sehen.
Nach Gastrollen in Serien wie Ralph Inc. und Touch spielte er von 2014 bis 2015 als Narciso Menendez einen Nebenrolle in der Serie From Dusk Till Dawn: The Series. 2014 spielte er auch eine kleine Rolle als Arturo im Film Cake. 2016 war er zunächst als Pedro in der Actionkomödie Term Life – Mörderischer Wettlauf zu sehen, bevor er als Vasquez eine der titelgebenden Rollen in Die glorreichen Sieben, einer Neuverfilmung des Klassikers von 1960, übernahm. 2017 folgte eine Nebenrolle in Mord im Orient Express.
2018 übernahm Garcia-Rulfo als Gabriel Ortega eine Nebenrolle in der Serie Goliath. Zudem spielte er im Actionfilm Sicario 2 als Gallo eine größere Nebenrolle.
2022 ist er in der Hauptrolle als Mickey Haller in der Netflix-Produktion The Lincoln Lawyer zu sehen. Die Serie basiert auf den Büchern von Michael Connelly.

## Filmografie (Auswahl)
- 2006: Valle de lágrimas (Kurzfilm)
- 2007: Maquillaje
- 2009: Le dernier pour la route
- 2010: 180°
- 2011: El encanto del águila (Fernsehserie, Episode 1x13)
- 2012: Ralph Inc. (Fernsehserie, Episode 1x05)
- 2013: Bless Me, Ultima
- 2013: Touch (Fernsehserie, Episode 2x05)
- 2013: Alguien Más (Fernsehserie, 5 Episoden)
- 2014: Cake
- 2014–2015: From Dusk Till Dawn: The Series (Fernsehserie, 9 Episoden)
- 2016: Term Life – Mörderischer Wettlauf (Term Life)
- 2016: Die glorreichen Sieben (The Magnificent Seven)
- 2016: La vida inmoral de la pareja ideal
- 2017: Mord im Orient Express (Murder on the Orient Express)
- 2018: Goliath (Fernsehserie, 6 Episoden)
- 2018: Sicario 2 (Sicario: Day of the Soldado)
- 2018: Widows – Tödliche Witwen (Widows)
- 2019: The Ship – Das Böse lauert unter der Oberfläche (Mary)
- 2019: 6 Underground
- 2020: Greyhound – Schlacht im Atlantik (Greyhound)
- 2021: Sweet Girl
- 2022: Dos Estaciones
- seit 2022: The Lincoln Lawyer (Fernsehserie)
- 2022: Ein Mann namens Otto (A Man Called Otto)
- 2025: Jurassic World: Die Wiedergeburt (Jurassic World Rebirth)